# Кокитос
Коки́тос (греч. Κοκύτος) — река в греческом регионе Эпир. Берёт начало в горах около города Парамитья, течёт на юг. Впадает в Ахерон у населённого пункта Месопотамон. Длина реки составляет около 35 км. В русском языке (особенно в переводах мифов и других литературных произведений) более распространена латинизированная форма названия — Коци́т.

## В мифологии и культуре

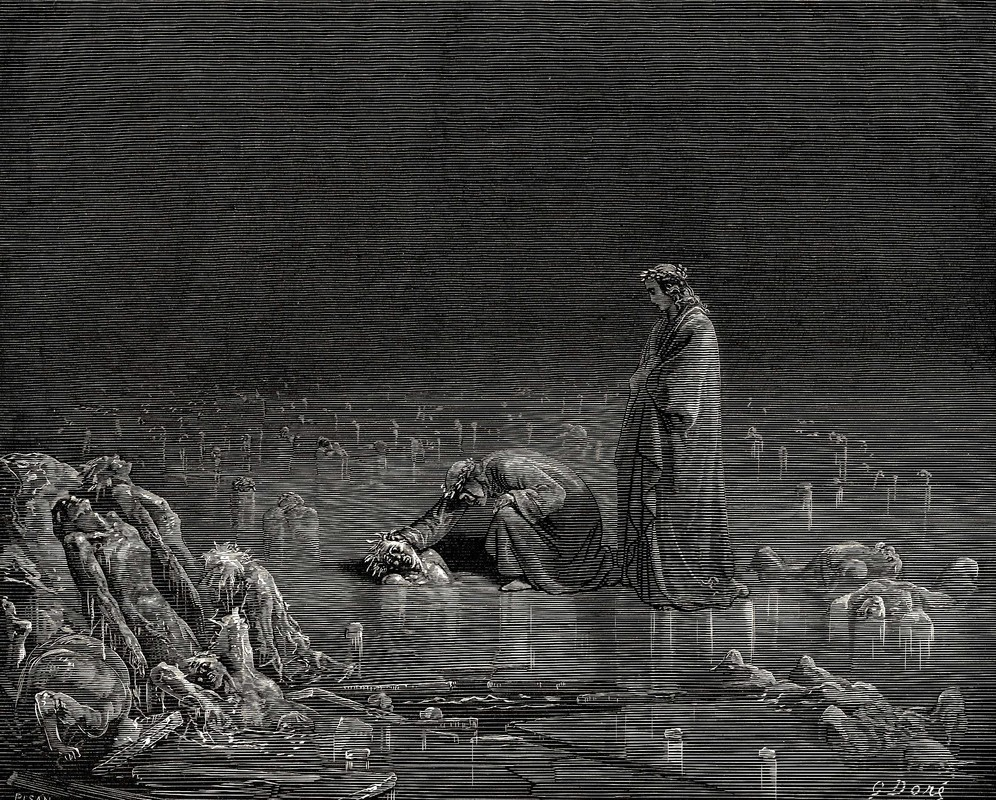
Данте и Вергилий, идущие по замёрзшему Коциту. Иллюстрация Гюстава Доре к «Божественной комедии».

В греческой мифологии Коцит — река плача, приток Стикса, одна из пяти рек (вместе со Стиксом, Ахероном, Летой и Флегетоном), протекающих в подземном царстве Аида.
Упоминается в произведениях Вергилия, Гомера, Цицерона, Эсхила, Платона, Апулея и других античных авторов, а также в «Божественной комедии» Данте Алигьери (как замёрзшее озеро, девятый круг Ада), в «Тите Андронике» (ранняя трагедия Шекспира) в «Потерянном рае» Мильтона, а также в стихотворении Gruppe aus dem Tartarus Фридриха Шиллера и написанной на эти слова песне Франца Шуберта, в «Одиссее капитана Блада» Рафаэля Сабатини, из современных произведений — в романе Рика Риордана «Герои Олимпа. Дом Аида».

## В «Божественной комедии»
В конце первой части (кантики) поэмы «Ад», Данте показывает Коцит как девятый, самый последний круг ада, где находятся самые ужасные преступники. Здесь расположена обитель предателей и изменников, величайшие из которых — Иуда, Кассий и Брут; их грызёт своими тремя пастями сам Люцифер. Согласно схеме Данте, вид наказания для обитателей Коцита выглядит так: Вмёрзли в лёд по шею, и лица их обращены к низу.